# Carie Graves
Pour les articles homonymes, voir Graves.
Carie Graves est une rameuse américaine née le 27 juin 1953 à Madison (Wisconsin) et morte le 19 décembre 2021.

## Biographie
Elle dispute les épreuves d'aviron aux Jeux olympiques d'été de 1976 à Montréal où elle remporte une médaille de bronze en huit, puis devient championne olympique dans la même épreuve lors des Jeux olympiques d'été de 1984.

## Palmarès

### Jeux olympiques
- Jeux olympiques d'été de 1984 à Los Angeles
  -  Médaille d'or en huit
- Jeux olympiques d'été de 1976 à Montréal
  -  Médaille de bronze en huit

### Championnats du monde
- Championnats du monde d'aviron 1975 à Nottingham
  -  Médaille d'argent en huit